# Репетиция

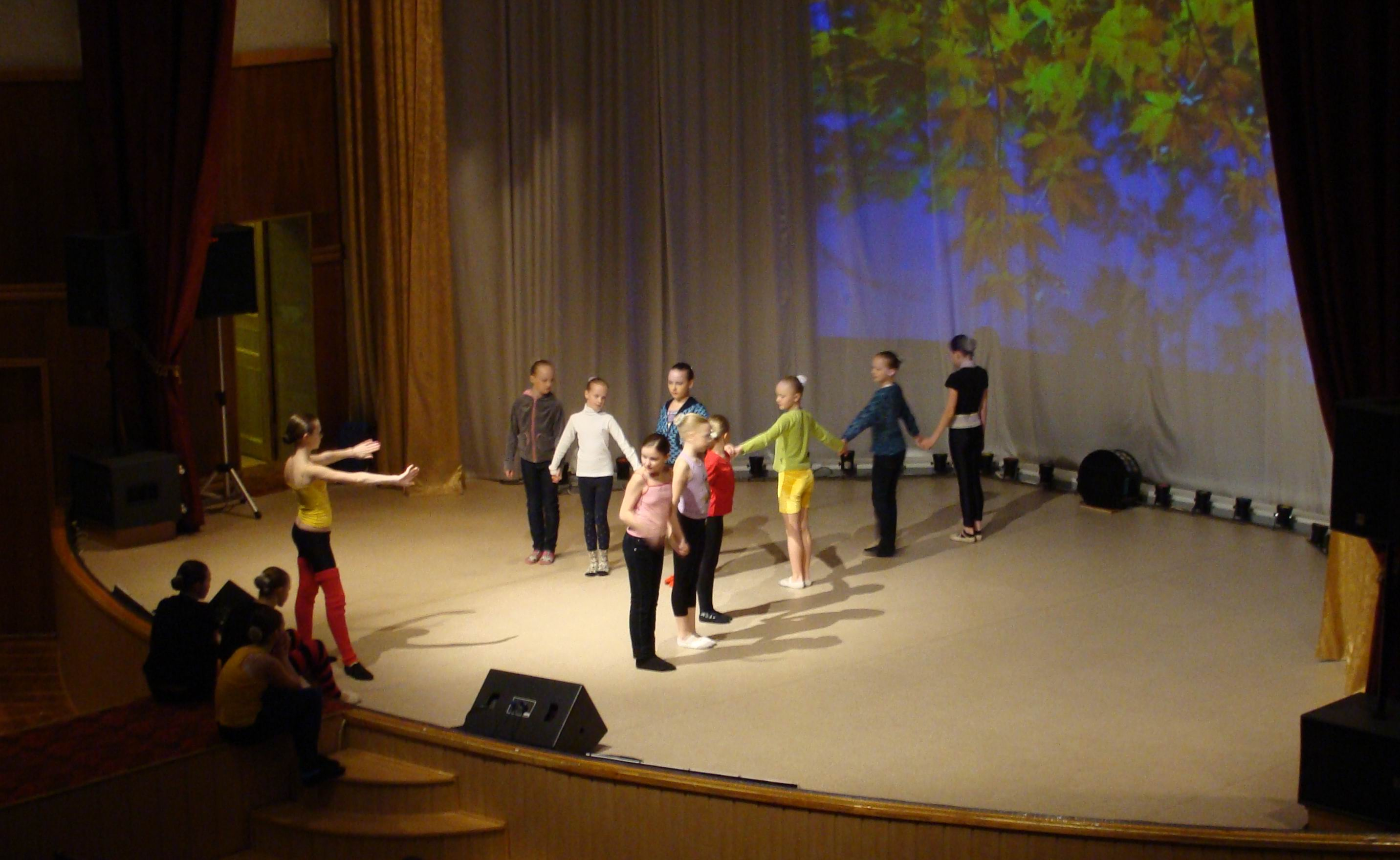
Репетиция на сцене ЦКиОМ

Репети́ция (от лат. repetitio, повторение) — форма подготовительной работы музыкальной, театральной, цирковой или другой сценической труппы (оркестра, ансамбля) или отдельного артиста для будущего концерта, представления, спектакля, пьесы и т. п., заключающаяся в дополнительном разучивании и повторении. Репетируют, чтобы ещё раз отточить профессиональные навыки, отладить коллективное взаимодействие и, таким образом, лучше подготовиться непосредственно к публичному выступлению (премьере).
Кроме того, репетицией могут называть пробное, предварительное исполнение, осуществление чего-либо.

## Краткая характеристика
Как правило, репетиция проходит без зрителей (публики), однако на поздних стадиях подготовки существуют и публичные репетиции, так называемые публичные прогоны или предварительные показы, в том числе, для прессы. Для последних репетиций перед премьерой нового произведения, особенно, когда речь идёт о драматическом или оперном театре, существуют особые названия. Последний повтор обычно значится как генеральная репетиция, а в особо значимых случаях его могут показывать приглашённой публике как «нулевую премьеру».
Кроме собственно функции тренировки участников представления, репетиции несут также и психологическую функцию, превращая некий, возможно, случайный набор артистических индивидуальностей в особую группу людей, понимающих друг друга и готовых к совместной деятельности.

Я любил наши спектакли, а особенно репетиции, частые, немножко бестолковые, шумные, после которых нам всегда давали ужинать. В выборе пьес и в распределении ролей я не принимал никакого участия. На мне лежала закулисная часть. Я писал декорации, переписывал роли, суфлировал, гримировал, и на меня было возложено также устройство разных эффектов вроде грома, пения соловья и т. п. Так как у меня не было общественного положения и порядочного платья, то на репетициях я держался особняком, в тени кулис, и застенчиво молчал.— Антон Чехов, «Моя жизнь» (глава вторая), 1896
Для многих театральных режиссёров процесс репетирования одновременно является творческим процессом, и только в ходе коллективной работы труппы постепенно появляется новая постановка со своими особенными чертами. В ряде случаев даже возникает иллюзия, что произведение рождается «само» из тонкого взаимодействия между артистами и режиссёром. Как писал в своих воспоминаниях Анатолий Эфрос: «…интересно наблюдать, как возникает и растёт от репетиции к репетиции нечто живое. Похоже на то, как в начале мая внезапно появляются на ветках зелёные листочки. Кажется невероятным, что дерево за два-три дня преобразуется до неузнаваемости».